# 케카야족
케카야족(산스크리트어: केकय)은 인도아리아계 고대 부족으로, 남아시아 북서부에 위치했으며 인도의 철기 시대(기원전 1100-500년경) 동안 존재가 입증되었다. 케카야족의 구성원들은 카이카야라고 불렸다.

## 위치
케카야족은 간다라 왕국과 베아스강 사이에 위치했는데, 고대 그리스 저자들에 의해 사라게스라고 명명된 라비강의 지류에 더 정확하게 위치했다.
케카야의 수도는 라자그리하 또는 기리브라자라는 도시였으며, 현대의 기르자크 또는 잘랄푸르와 동일시된다.

## 역사
케카야족은 이웃한 마드라족과 우시나라족처럼 리그베다 시대에 중앙 펀자브 지역의 파루슈니강 근처에 살았던 아누족의 후손으로, 케카야족이 나중에 위치한 지역과 같은 곳이었다.
후기 베다 시대의 케카야의 유명한 왕은 아슈바파티였는데, 그는 샤타파타 브라마나와 찬도기야 우파니샤드에 브라만의 후원자로 언급되며, 비데하의 왕 자나카와 동시대의 선배였다.
기원전 6세기 동안 케카야족은 마드라족, 우시나라족, 시비족과 함께 철기 시대 남아시아 북서부의 주요 강대국이었던 간다라 왕국의 종주권 아래에 놓였다.

### 후기 역사
서기 10세기 라자세카라의 Kāvyamīmāṃsā는 사카족, 투샤라족, 보카나족, 훈족, 캄보자족, 바흘리카족, 파흘라바족, 림파카족, 탕가나족, 투룩샤족과 함께 케카야족을 포함하여 당시 존재했던 부족들의 목록을 제공하며, 이들을 모두 웃타라파타 또는 북부 지역의 부족들로 지칭한다.
케카야의 한 지파는 나중에 남인도로 이주하여 마이소르 지역에 권위를 확립한 것으로 보인다.

## 서사 문학에서
케카야족은 힌두 서사 문학, 특히 라마야나와 마하바라타에 등장한다. 전자의 경우, 신 라마의 계모이자 왕자 바라타의 어머니는 케카야의 이름이 붙은 공주인 [[카이케이]이다.

## 참고 자료
- Geographical Data in Ancient Puranas, 1972, Dr M. R. Singh
- Raychaudhuri, Hemchandra (1953). 《Political History of Ancient India: From the Accession of Parikshit to the Extinction of Gupta Dynasty》. 캘커타 대학교.
- India as Known to Panini, Dr V. S. Aggarwala
- Ancient Geography of India, A. Cunningham